# Ila
Ila és una població dels Estats Units a l'estat de Geòrgia. Segons el cens del 2000 tenia 328 habitants.

## Demografia
Segons el cens del 2000, Ila tenia 328 habitants, 137 habitatges, i 86 famílies. La densitat de població era de 156,3 habitants/km².
Dels 137 habitatges en un 27% hi vivien nens de menys de 18 anys, en un 49,6% hi vivien parelles casades, en un 6,6% dones solteres, i en un 37,2% no eren unitats familiars. En el 29,9% dels habitatges hi vivien persones soles el 13,9% de les quals corresponia a persones de 65 anys o més que vivien soles. El nombre mitjà de persones vivint en cada habitatge era de 2,39 i el nombre mitjà de persones que vivien en cada família era de 3,03.
Per edats la població es repartia de la següent manera: un 22,9% tenia menys de 18 anys, un 7,6% entre 18 i 24, un 29% entre 25 i 44, un 28,4% de 45 a 60 i un 12,2% 65 anys o més.
L'edat mediana era de 39 anys. Per cada 100 dones de 18 o més anys hi havia 94,6 homes.
La renda mediana per habitatge era de 41.250 $ i la renda mediana per família de 44.583 $. Els homes tenien una renda mediana de 31.875 $ mentre que les dones 24.167 $. La renda per capita de la població era de 16.890 $. Entorn de l'11,6% de les famílies i el 14,6% de la població estaven per davall del llindar de pobresa.

## Poblacions més properes
El següent diagrama mostra les poblacions més properes.